# Guarani FC
Guarani FC is een Braziliaanse voetbalclub uit Campinas. De club speelt zijn thuiswedstrijden in het Estádio Brinco de Ouro da Princesa, dat een capaciteit van 32.000 toeschouwers telt. Supporters van Bugre (vernoemd naar de term voor inheemse Brazilianen) worden bugrinos genoemd. De club was lange tijd de succesvolste club van de stad, maar moet inmiddels zijn meerdere erkennen in Ponte Preta.

## Geschiedenis
De club werd op 1 april 1911 opgericht en werd vernoemd naar de opera Il Guarany van de Braziliaanse componist Carlos Gomes. Om 1 aprilgrappen te vermijden werd besloten om de officiële oprichtingsdatum op 2 april te zetten. In de stad Campinas werd op niet regelmatige basis een competitie gespeeld, het Campeonato Campineiro dat de club verschillende keren won tussen 1916 en 1920. In 1927 ging de club in het Campeonato Paulista spelen. In het eerste seizoen eindigde op een vierde plaats, na grote teams als Palestra Itália (het huidige Palmeiras), Corinthians en Santos. De club speelde er in de betere middenmoot tot 1931. De volgende jaren speelden praktisch enkel clubs uit São Paulo of Santos in de staatscompetitie. Guarani werd wel nog succesvol in het Campeonato Campineira en won in 1944 ook de amateurcompetitie van de staat tegen het tweede elftal van Palmeiras.
In 1949 werd de club kampioen van de tweede klasse en promoveerde zo terug naar de hoogste klasse van het Campeonato Paulista. Een jaar later volgde ook stadsrivaal Ponte Preta. De club eindigde meestal in de betere middenmoot, maar kon wel niet opboksen tegen de grote clubs uit São Paulo en Santos. Vanaf 1973 speelde de club naast de Paulistão ook in de Série A. In 1976 eindigde de club derde in de staatscompetitie en tiende in de Série A. Twee jaar later bereikte de club opnieuw de halve finales van de Paulistão en werd daar door Santos uitgeschakeld. Met spelers in de rangen als Careca, Zenon en Renato gingen de resultaten steeds meer crescendo. In de nationale competitie eindigde de club in de eerste twee fases telkens in de middenmoot, maar in de derde fase werden ze groepswinnaar waardoor ze zich plaatsten voor de kwartfinale om de titel. Eerst werd Sport do Recife opzij gezet en in de halve finale Vasco da Gama. De finale werd gespeeld tegen Palmeiras. Voor bijna 100.000 toeschouwers scoorde Zenon het enige doelpunt in de wedstrijd. Bij de terugwedstrijd scoorde Careca waardoor Guarani verdiend de landstitel won. Hierdoor plaatste de club zich voor de Copa Libertadores, waar ze groepswinnaar werden. In de tweede groepsfase, werden ze tweede achter Olimpia Asunción.
De volgende twee seizoenen eindigde de club zestiende en moest in 1981 in de Série B van start en werd daar kampioen. In 1982 speelde de club opnieuw de halve finale om de landstitel, maar verloor die van Flamengo. Dat jaar nam de club ook deel aan het Torneio dos Campeões, een eenmalige competitie waar de succesvolste teams sinds de nationale competitie van 1959 aan deelnamen. Guarani plaatste zich voor de finale tegen America, dat uitgerekend deel mocht nemen om een even aantal clubs in het toernooi te hebben, en verloor.
In 1986 bereikte Guarani de finale om de titel tegen São Paulo. Evair kon Guarani op voorsprong zetten, maar Careca, die inmiddels voor São Paulo speelde maakte drie minuten later gelijk. In de terugwedstrijd scoorde Nelsinho een owngoal die Guarani op voorsprong bracht, echter zeven minuten later maakte ook Guarani-speler Ricardo Rocha een owngoal. Dit gebeurde allemaal in de eerste tien minuten, de volgende tachtig minuten kon er niet gescoord worden daardoor er verlengingen gespeeld moesten worden. Pita scoorde meteen voor São Paulo, maar daarna scoorden Boiadeiro en João Paulo waardoor de titel binnen leek, maar in de 119de minuut was het uitgerekend Careca die de gelijkmaker binnen trapte waardoor strafschoppen volgden. Boiadeiro miste, maar gelukkig ook Careca. De derde strafschop van João Paulo ging er ook niet in terwijl São Paulo niet meer miste en zo de landstitel won. In de Paulistão van dat jaar eindigde de club slechts zeventiende, de slechtste notering in jaren. In 1987 mocht de club opnieuw deelnemen aan de Copa Libertadores, maar de Chileense clubs Cobreloa en Colo-Colo eindigden voor Guarani in de eerste groepsfase, de club eindigde wel nog voor São Paulo. De competitie in 1987 was een chaos. Nadat Botafogo en Coritiba niet mochten deelnemen aan de competitie trokken zij naar de rechtbank en werden er verschillende competities gespeeld daar jaar. Guarani werd in de gele groep met minder topteams tweede achter Sport do Recife. Het waren wel de clubs uit de gele groep die mee mochten doen aan de Copa Libertadores, waar Guarani groepswinnaar werd voor Universitario Lima. In de tweede ronde verloor Guarani nipt van het Argentijnse San Lorenzo. In de Paulistão van dat jaar bereikte de club wel de finale tegen Corinthians. In de heenwedstrijd zette Neto de club op voorsprong maar Corinthians kon gelijkmaken. In de terugwedstrijd bleef het 0-0 waardoor er verlengingen gespeeld werden, al in de vierde minuut daarvan scoorde Corinthians-speler Viola, waardoor de club de eerste staatstitel aan zijn neus voorbij zag gaan. In 1989 degradeerde de club uit de Série A. Het volgende jaar werd de club derde in de Série B, maar dat volstond dat jaar niet voor promotie. De tweede plaats achter Paysandu in 1991 was wel voldoende voor een promotie.
Bij de terugkeer kwam de club één puntje te kort om zich voor de top acht te plaatsten, die verderging naar de tweede ronde. Het jaar erop lukte dat wel en Guarani sloot het seizoen af met een zesde plaats. In 1994 werden ze twee keer groepswinnaar en was de best presterende ploeg van de competitie toen ze aan de eindronde begonnen. Hier verloor de club met 0-1 van São Paulo, maar in de terugwedstrijd werd het 4-2 waardoor ze zich voor de halve finale plaatsten, tegen Palmeiras. De latere kampioen won twee keer waardoor de titeldroom opnieuw opgeborgen werd. De club mocht wel deelnemen aan de Copa CONMEBOL, maar werd daar meteen verslagen door Atlético Mineiro.
In 1996 eindigde de club na de reguliere speeltijd op de tweede plaats, op amper één puntje van Cruzeiro. In de kwartfinale om de titel verloren ze echter van Goiás, dat in de competitie slechts zevende geëindigd was. Het volgende seizoen werden ze slechts 21ste. In 1999 werd de club achtste en plaatste zich nog een keer voor de kwartfinale om de titel, waar ze door Corinthians uitgeschakeld werden. De volgende jaren eindigde de club in de middenmoot. In 2001 degradeerde de club na 51 seizoenen uit de Série A1 van de Paulistão. De club kon de afwezigheid wel tot één seizoen beperken. De club nam nu ook jaarlijks deel aan de Copa do Brasil, maar werd meestal in de eerste rondes uitgeschakeld. In 2004 verloren ze in de 1/8ste finale van Santo André. Later dat jaar degradeerde de club ook uit de Série A. Het volgende seizoen eindigde de club gedeeld tweede achter Santa Cruz en plaatste zich voor de eindronde, waarin ze echter laatste werden. In 2006 volgde zelfs een degradatie naar de Série C, waardoor de club voor het eerst sinds ze in de nationale reeksen speelden in 1973 uitkwam in de op dat moment laagste reeks van het nationale voetbal. Ook in de staatscompetitie degradeerde de club voor een tweede keer.
De club kon in 2007 net de promotie afdwingen in de staatscompetitie, maar in de Série C speelde de club geen rol van betekenis. In 2008 werd de club vicekampioen in de Série C en promoveerde terug naar de Série B. In 2009 werd de club voorlaatste in de staatscompetitie en degradeerde opnieuw, terwijl later dat jaar de club vicekampioen werd achter Vasco da Gama en zo opnieuw naar de Série A promoveerde. In 2010 eindigde de club slechts veertiende in de tweede klasse van de Paulistão. In de Copa do Brasil bereikte de club de achtste finales tegen Santos en in de Série A kon de club het behoud niet verzekeren. Het volgende seizoen kon de club met een vicetitel wel de terugkeer naar de Série A1 in de Paulistão verzekeren. In de Série B eindigde de club in de middenmoot. De club kreeg nu ook met financiële problemen te kampen. Bij de terugkeer in de Série A1 bereikte de club de kwartfinale om de titel, waar Palmeiras opzij gezet werd. In de halve finale werd stadsrivaal Ponte Preta opzij gezet waardoor ze zich voor de finale om de titel plaatste tegen het Santos van Neymar. Na een 3-0 nederlaag in de heenwedstrijd werd het bij de terugwedstrijd 4-2 voor Santos. In de Série B eindigde de club opnieuw op een degradatieplaats. In 2013 werd de club afgetekend laatste in de Série A1 en degradeerde opnieuw. Sindsdien kon de club niet meer terugkeren en eindigde steeds in de middenmoot. Ook in de Série C stagneerde de club en kon nog niet in de top tien eindigen. In 2016 promoveerde de club weer naar de Série B, echter in de staatscompetitie kon de club nog steeds geen promotie afdwingen.
In de Série B begon de club met een vliegende start en leek snel op weg naar een terugkeer naar de Série A, maar dan verloor de club enkele keren op rij waardoor ze halverwege de competitie naar de achtste plaats teruggezakten. Aan het einde van het seizoen ontsnapte de clubs zelfs ternauwernood aan de degradatie. Luverdense had een beter doelsaldo dan Guarani, maar doordat Guarani meer wedstrijden gewonnen had mochten zij in de Série B blijven. In 2018 werd de club kampioen van de Série A2 en promoveerde zo weer naar de hoogste staatsklasse. In 2024 degradeerde de club uit de nationale Série B.

## Erelijst
Campeonato Brasileiro Série A
1978
Campeonato Brasileiro Série B
1981
Campeonato Campineiro
1916, 1919, 1920, 1938, 1939, 1941, 1942, 1943, 1945, 1946, 1953, 1957

## Bekende ex-spelers
- Babá
- Telê Santana
- Zenon
- Jonas Gonçalves Oliveira
- Careca

ABC · 
Anápolis · 
Botafogo-PB · 
Brusque ·
Caxias · 
Confiança ·
CSA · 
Figueirense · 
Floresta · 
Guarani · 
Itabaiana · 
Ituano ·
Londrina · 
Maringá · 
Náutico · 
Ponte Preta · 
Retrô · 
São Bernardo · 
Tombense · 
Ypiranga de Erechim